# إليزابيث الكساندرين فون فورتمبيرغ
إليزابيث الكساندرين فون فورتمبيرغ (بالألمانية: Elisabeth Alexandrine von Württemberg) (و. 1802 – 1864 م) هي أرستقراطية ألمانية، ولدت في كورلاند، توفيت في كارلسروه، عن عمر يناهز 62 عاماً.